# 松見正宣
松見 正宣（まつみ まさのぶ、1942年（昭和17年）11月28日 - ）は、日本の政治家、ジャーナリスト。2002年から2006年にかけて、東大阪市長を務めた。

## 経歴
朝鮮総督府の役人だった祖父を持ち、1942年、日本統治時代の朝鮮半島・京城府（現・ソウル特別市）で生まれる。父の転勤により移り住んだ咸興市でソ連軍の参戦・侵攻を受け、収容所生活を送るが、1946年に脱出して日本に引き揚げ、高校時代まで熊本県で育つ。
関西大学法学部卒業後の1965年、 NHKに記者として入局し、福岡放送局を初任地に、京都放送局放送部副部長、高知放送局放送部長、大阪放送局広報部長などを歴任した。戦争時代の体験などを背景に、記者時代は人権問題を取材活動のメインテーマにしていたという。
1998年、NHKを退職し、市長が厚生年金の不正受給事件で逮捕された東大阪市の出直し市長選に無所属で立候補したが、共産党が推薦する長尾淳三に敗れた。大阪経済法科大学アジア研究所の客員教授を務めたあと、2002年の同市長選挙に再び立候補。西野陽衆議院議員をはじめとする自民党の一部や、公明党、民主党などの相乗りによる支援を受け、塩川正十郎財務大臣や自民党市議団が支援する東口貞男前市議、共産党が推薦する長尾市長を破り、初当選した。
東大阪市長在任中は、中小事業所の減少などによって地盤沈下が指摘されていた地場産業の再生を目指した。「勝ち組」企業を増やすことによる地元経済への波及効果を狙い、企業の国内外への販路拡大を支援した。また中小企業への支援を柱にした「モノづくり経済特区」構想を公約に掲げ、2005年には国の構造改革特区指定を実現した。
一方で起債残高が1600億円（2006年7月時点）に達するという、従前からの市政運営がもたらした深刻な財政難に足を引っ張られる形となった。団塊世代の職員の大量退職などにより、さらなる財政悪化が避けられない見通しの中で、大阪府内で最高水準にあった給与水準の見直し、特別勤務手当のカットなどの行財政改革を打ち出した。
2003年、行財政改革の一環として、違法な長期採用が常態化していたアルバイト職員を非常勤職員に一本化する制度を導入したが、採用過程で多額の予算超過が発生したことをめぐり議会で批判を浴び、自らの減給処分を行った。この問題では同市の住民が「公正な採用手続きを定めた地方自治法に違反する」と指摘し住民訴訟を提起したが、1審では住民側が敗訴した。
2006年、任期満了に伴う東大阪市長選に再選を目指して出馬したが、西野陽が松見を支援する一方で、西野の実弟の西野茂が自ら立候補するという2002年に続く自民分裂の構図となり、返り咲きを目指す共産党推薦の長尾淳三に破れ、落選した。
なおNHK在籍時代の1996年に出版された著書『キャプテン月川物語』では、明治時代に日本とニュージーランドの架け橋となった月川喜代平の生涯について記している。
NHK記者時代の1974年、東大阪市の寿司店でキモの入ったてっちりを食べて中毒にかかり、重体に陥った経験を持つ。強心剤や人工呼吸などで何とか一命をとりとめた。
2007年からは、福岡県柳川市に居住している。

## 著書
- キャプテン月川物語 （1996年3月、近代文藝社） ISBN 4-7733-4864-X
- 凍った大地 ハルビンから方正へ （2001年10月、まつみ事務所） 非売品

## 参考資料・出典
1. ↑  『全国歴代知事・市長総覧』日外アソシエーツ、2022年、291頁。
2. 1 2  氷置恒夫（インタビュー）「東大阪市新市長・松見正宣氏にインタビュー 自治体は投資の概念が必要」 『毎日新聞 大阪地方版 2002年7月3日』、毎日新聞社、2002年。
3. ↑  「東大阪市長選 候補の横顔」 『読売新聞 大阪朝刊 2006年6月27日』、読売新聞社、2006年。
4. ↑  「月曜随想 松見正宣」 『高知新聞 1994年1月31日』、高知新聞社、1994年。
5. ↑  「東大阪市長選 立候補者」 『毎日新聞 大阪地方版 1998年7月6日』、毎日新聞社、1998年。
6. ↑  「東大阪市長選 主な候補の横顔 松見正宣候補（55）=無新」 『毎日新聞 大阪地方版 1998年7月7日』、毎日新聞社、1998年。
7. 1 2  「（聞きたい語りたい）ものづくりの街、どう振興? 東大阪市・松見正宣市長」 『朝日新聞 大阪朝刊 2006年5月25日』、朝日新聞社、2006年。
8. ↑  「わが町経済：町工場の活気再び 東大阪市が『モノづくり再生特区』に」 『毎日新聞 大阪地方版 2005年3月31日』、毎日新聞社、2005年。
9. 1 2  「Watch!：東大阪市長選 『暮らし』選んだ有権者 長尾氏返り咲き」 『毎日新聞 大阪地方版 2006年7月5日』、毎日新聞社、2006年。
10. ↑  「東大阪市長選あす告示 自民、再び分裂選へ 行財政改革の方法が争点」 『読売新聞 大阪朝刊 2006年6月24日』、読売新聞社、2006年。
11. ↑  「東大阪市：『特勤手当』見直しへ 47項目で総額約6億円--松見市長が会見」 『読売新聞 大阪地方版 2005年1月20日』、読売新聞社、2005年。
12. ↑  「東大阪市の『一般職非常勤』 府が見直し指導」 『産経新聞 大阪朝刊 2005年9月7日』、産経新聞社、2005年。
13. ↑  「東大阪市非常勤職員過剰採用 市長、3割減給1カ月 市議会が条例可決」 『産経新聞 大阪夕刊 2003年7月25日』、産経新聞社、2003年。
14. ↑  「『採用不正』と1億3000万円の賠償請求 東大阪市の住民が提訴--大阪地裁」 『毎日新聞 大阪朝刊 2004年2月5日』、毎日新聞社、2004年。